# Крістофер Ягер
Крістофер Ягер (23 січня 1985, Вальс-Зіценгайм) — австрійський футбольний арбітр. Арбітр ФІФА та УЄФА з 2018 року. Судить матчі в Бундеслізі з 2015 року.

## Суддівська кар'єра
14 березня 2015 року Ягер провів свій перший матч у чемпіонаті Австрії. Під час матчу між «Рейндорф Альтах» і «Рід», завершився з рахунком 2–1, арбітр показав шість жовтих карток.
Відсудив свій перший міжнародний матч на рівні збірних 31 травня 2018 року, коли Чилі програла Румунії з рахунком 2–3. У Чилі забивали Гільєрмо Маріпан і Лоренцо Рейєс, у Румунії — Ніколае Станчу, Чипріан Деак і Константін Будеску. Під час цього матчу Ягер показав жовту картку одному чилійцю та трьом румунам. Також він показав червону картку чилійцю Ніколасу Кастільо.
Ягер судив фінал кубка Австрії 2023 року.

## Особисте життя
Кваліфікований банкір є регіональним директором та керівником філії Salzburger Landeshypotheken.
Його брат Флоріан також є арбітром.